# Andira bahiensis
Andira bahiensis är en ärtväxtart som beskrevs av Nilza Fischer de Mattos. Andira bahiensis ingår i släktet Andira och familjen ärtväxter. Inga underarter finns listade i Catalogue of Life.